# François Anguier

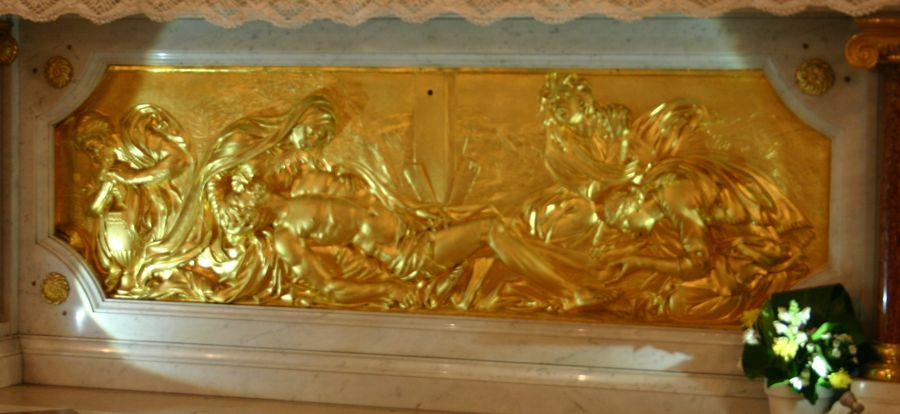
Descendimiento de la cruz, en la iglesia Saint-Pierre-Saint-Paul de Rueil-Malmaison.

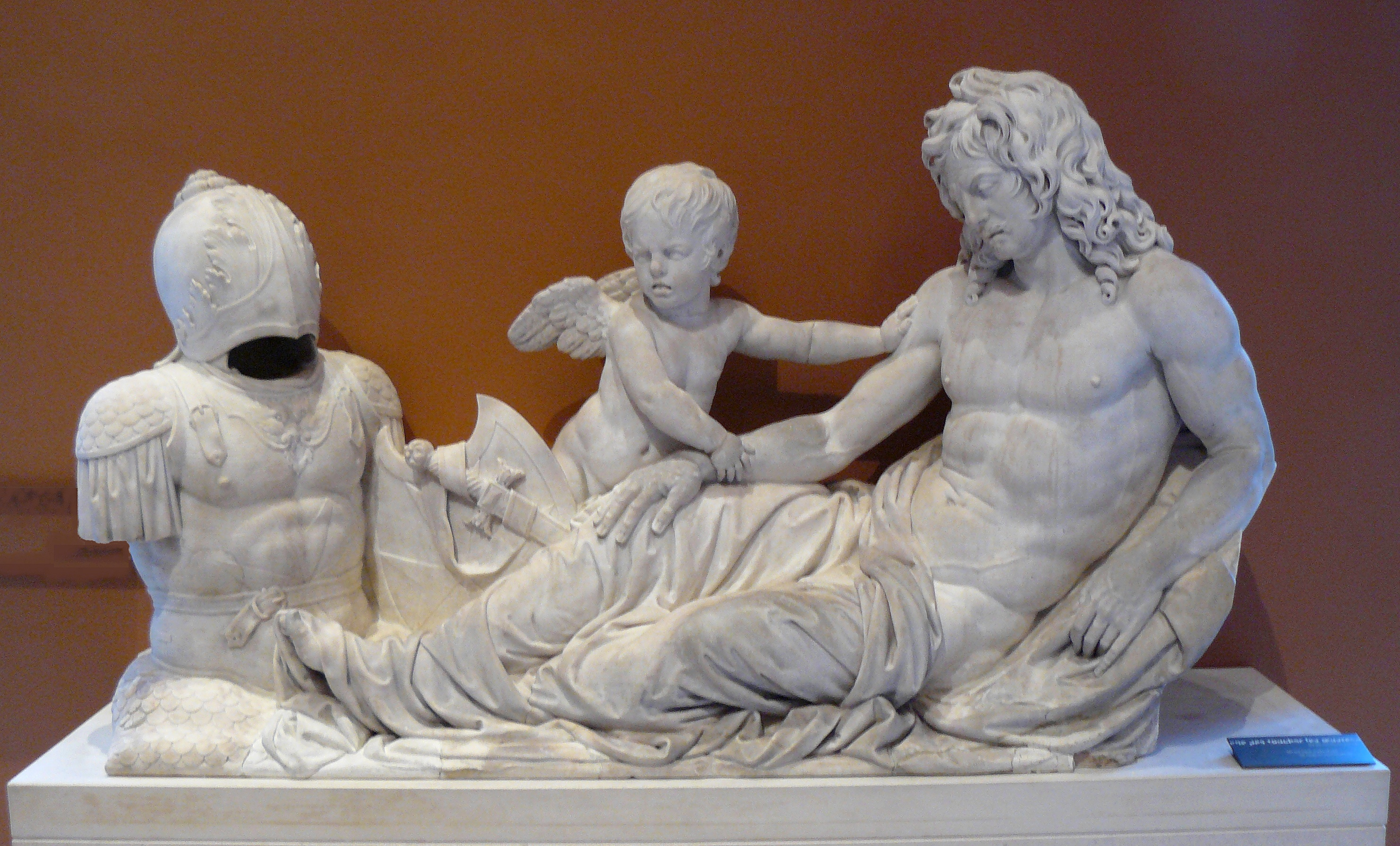
Monumento funerario para Jacques de Souvré.

François Anguier fue un escultor francés, nacido el año 1604 en Eu (Normandía, actual Sena Marítimo) y fallecido en París en 1669.

## Datos biográficos
François Anguier ingresó como aprendiz en 1621 en el estudio del escultor Martin Caron en Abbeville. Se instaló en París en torno a 1628, trabajando, bajo la dirección de Simon Guillain en el retablo de la iglesia de las Carmelitas anexa a los jardines de Luxemburgo.
Partió seguidamente a Inglaterra. Con su hermano pequeño, Michel Anguier, también escultor, recabaron en Roma en 1641 y frecuentaron el estudio del Algarde y de François Duquesnoy. De regreso en Francia a partir de 1643, se unió a su hermano en Moulins donde trabajó en el monumento fúnebre del duque de Montmorency, Enrique II. 
Fruto de la influencia de sus vivencias en Roma, François Anguier desarrolló un estilo barroco aunque menos fogoso que el de Bernini, adecuado al gusto del espíritu francés.

## Obras
- Tumba de Montmorency (1649-1652), Moulins (Allier) , Capilla de la Escuela Secundaria Banville.
- Monumento funerario del corazón del duque Enrique I de Longueville (1564-1593),[1] mármol, piedra y bronce dorado, París, Museo del Louvre.
- Efigie funeraria de Jacques de Souvré (1600-1670),[2] mármol, París, Musée du Louvre.
- Monumento funerario de Jacques-Auguste de Thou (1553-1617),[3] mármol, piedra y bronce, París, Musée du Louvre.
- Descendimiento de la Cruz, Iglesia de San Pedro y San Pablo en Rueil Malmaison , altar mayor, 1667, este relieve fue pensado para la decoración de la iglesia de Val-de-Grâce en París.
- En colaboración con el fundidor Henri Perlan (1604-1669), Los Sacrifiantes (1642), relieve de bronce, París, Musée du Louvre.

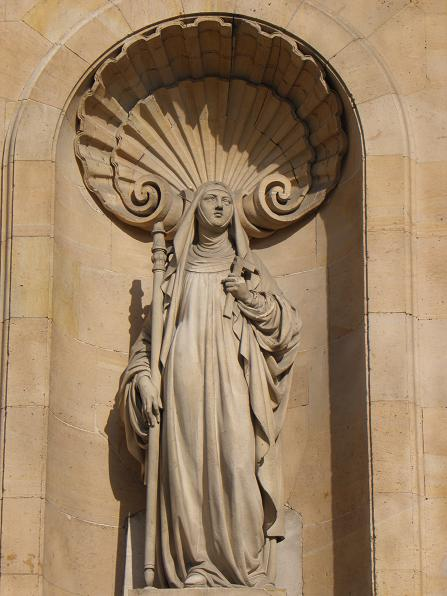
Santa Escolástica (Iglesia del Val de Grâce)
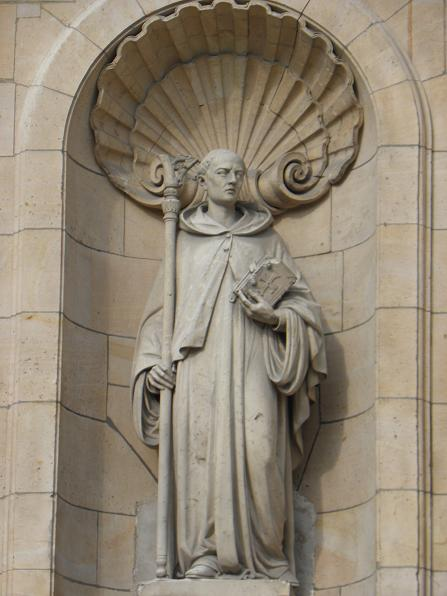
St Benoît (Iglesia del Val de Grâce)

Pulsar sobre la imagen para ampliar.